# Apostoł krystynopolski

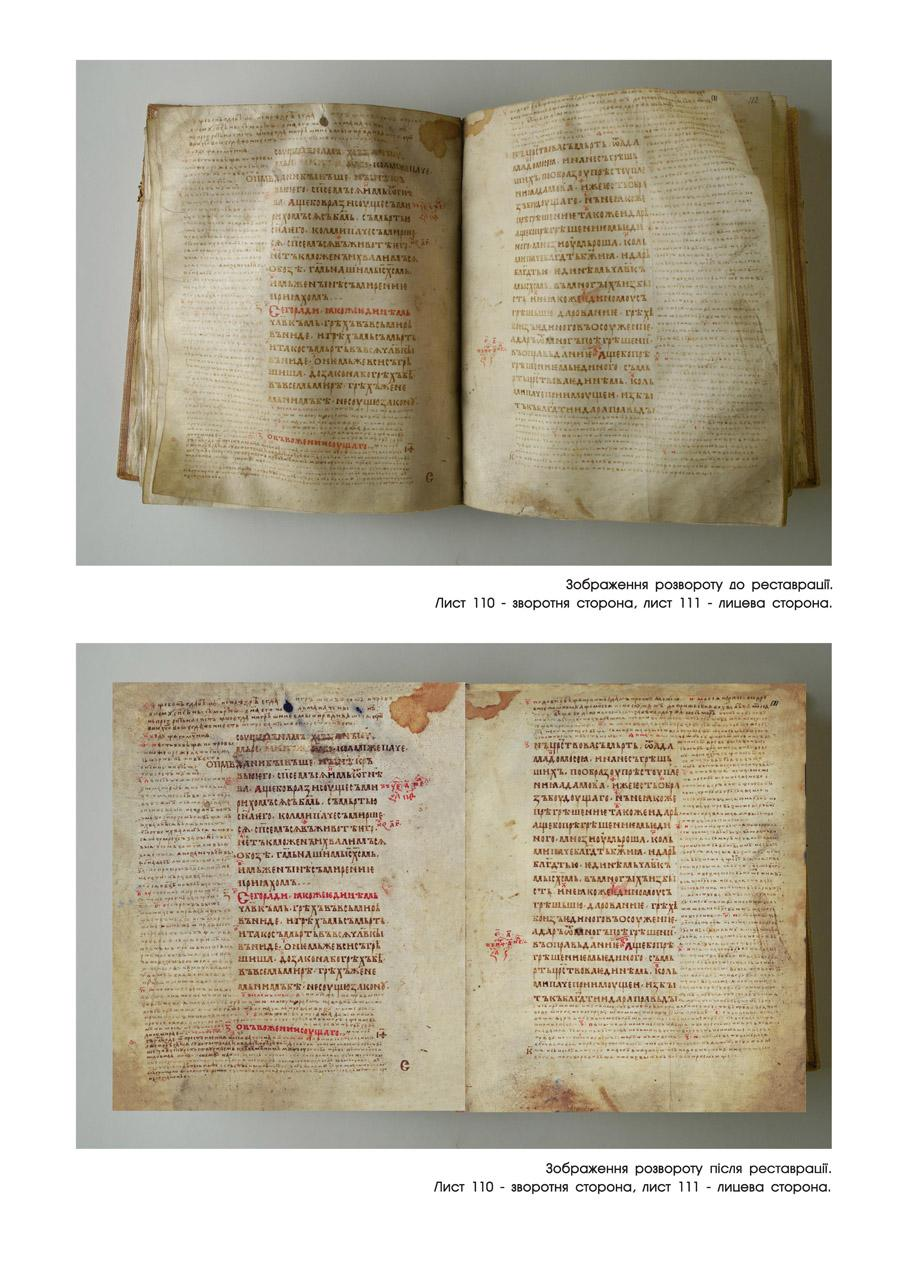
Apostoł krystynopolski

Apostoł krystynopolski – XII-wieczny manuskrypt, zawierający tzw. apostoł w języku staro-cerkiewno-słowiańskim. Powstał na obszarze południowo-zachodniej Rusi. W warstwie językowej zawiera liczne neologizmy i zmiany leksykalne, odbiegając znacząco od pierwotnego staro-cerkiewno-słowiańskiego przekładu Biblii. Nazwa manuskryptu pochodzi od miejsca jego odkrycia w Krystynopolu.
Manuskrypt składa się z 299 kart. Większość z nich przechowywana jest w Muzeum Historycznym we Lwowie, z wyjątkiem pierwszych 8, które znajdują się w Narodowej Bibliotece Ukrainy im. W.I. Wiernadskiego w Kijowie. Tekst wydany został przez Emila Kałużniackiego (1896) i Serhija Masłowa (1910). Warstwę językową manuskryptu badał Ołeksandr Kołessa (1923).
W 2007 roku dzięki pieniądzom przekazanym przez ambasadę USA przeprowadzono renowację manuskryptu.